# 691-es busz
A 691-es jelzésű elővárosi autóbusz Budapest, Kelenföld vasútállomás és Szigethalom, autóbusz-állomás között közlekedik, a MÁV Személyszállítási Zrt. üzemeltetésében. A viszonylat Budapest közigazgatási határán belül Budapest-bérlettel igénybe vehető. Kizárólag munkanapokon, irányonként néhány indulással közlekedik, egyéb időszakokban a Leshegy helyett Lakihegy érintésével közlekedő 689-es busz pótolja.

## Története
2014. szeptember 15-én indult el Budapest, Kelenföld vasútállomás és Szigethalom, autóbusz-állomás között. 2015. június 16-ától érinti a Bikás park és a Fehérvári út megállóhelyeket, 2015. december 13. óta pedig Szigetszentmiklóst is.

## Megállóhelyei
| 0                                                  | Budapest, Kelenföld vasútállomás végállomás | 44 | 1, 19, 49 8E, 40, 40B, 40E, 53, 58, 87, 87A, 88, 88A, 101B, 101E, 108E, 141, 150, 150B, 153, 154, 172, 173, 187, 188, 188E, 250, 250B, 251, 251A, 251E, 272 689, 710, 712, 715, 720, 722, 724, 725, 727, 732, 734, 735, 736, 760, 762, 763, 767, 770, 774, 775, 778, 779, 798, 799 S10 G10 S12 S30 Z30 S34 S35 S36 S40 G40 Z40 S42 Z42 G43 G44 IC, EC, EN, sebesvonat, gyorsvonat, expresszvonat, P+R |
| 3                                                  | Budapest, Bikás park                        | 42 | 1 7, 58, 114, 153, 213, 214 689 |
| 5                                                  | Budapest, Etele út / Fehérvári út           | 40 | 1, 17, 41, 47, 56 213 689 |
| 19                                                 | Budapest, Növény utca                       | 28 | 138 689 |
| Budapest–Szigetszentmiklós közigazgatási határa    |                                             |    | |
| 27                                                 | Szigetszentmiklós, áruházi bekötőút         | 23 | 38, 38A, 138, 238, 279, 279B, 280, 280B 688, 690, 699 |
| 30                                                 | Szigetszentmiklós, Leshegy utca             | 20 | 278, 279, 279B, 280, 280B |
| 32                                                 | Szigetszentmiklós, Leshegy Ipari Park       | 18 | 278, 279, 279B, 280, 280B 673 |
| 38                                                 | Szigetszentmiklós, Szabadság utca           | 12 | 38, 238, 278, 279, 279B, 280, 280B 689 |
| 42                                                 | Szigetszentmiklós, Városháza                | 8  | 38, 238, 279, 279B, 280, 280B 672, 673, 674, 675, 676, 678, 682, 683, 684, 689 |
| 45                                                 | Szigetszentmiklós, József Attila utca       | 5  | 38, 238, 279, 279B, 280, 280B 672, 673, 674, 675, 676, 689 |
| Szigetszentmiklós–Szigethalom közigazgatási határa |                                             |    | |
| 50                                                 | Szigethalom, autóbusz-állomás végállomás    | 0  | 660, 661, 663, 664, 665, 667, 668, 672, 673, 674, 675, 676, 684, 689, 690, 692, 693, 694, 695, 696 |